# MovieJam Studios
MovieJam Studios ist eine deutsche Filmproduktionsgesellschaft mit Sitz in Taufkirchen bei München, die jugendliche Gesellschaftsprobleme in modernen Formaten visuell aufbereitet und somit gesellschaftspolitische Debatten anstößt.

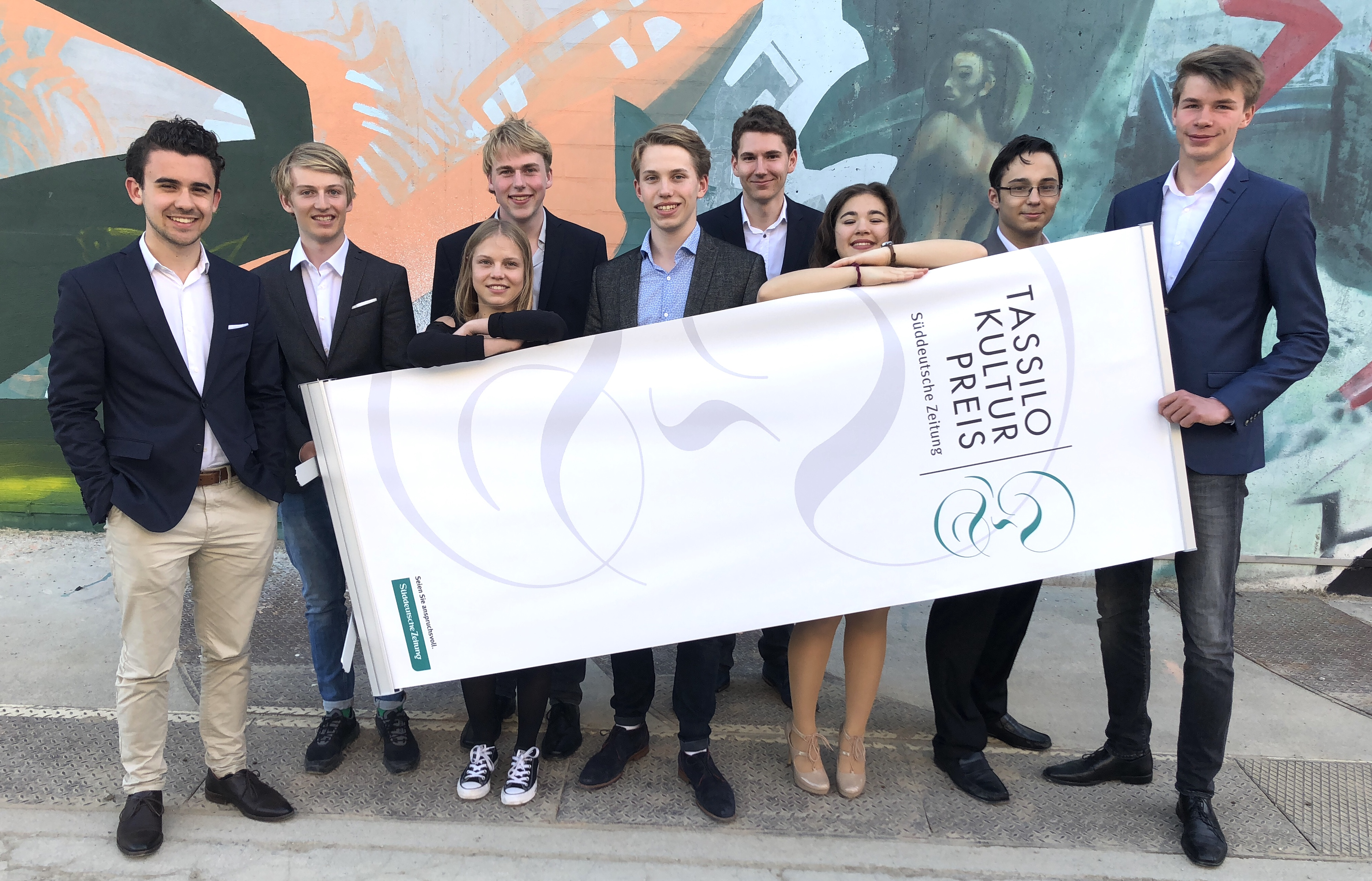
MovieJam Studios bei der Preisverleihung des Kulturpreises der Süddeutschen Zeitung 2018/19.

## Geschichte
Sie wurde 2014 vom Produzenten Alexander Spöri und Regisseur Luca Zug gegründet.
MovieJam Studios produziert hauptsächlich Dokumentarfilme, insbesondere Dokudramas, die vielseitig nominiert und prämiert wurden. Nach Filmrealisierungen von „Das (Bildungs)system“ (Gewinner des bayerischen Jufinales 2018 in Roth) und dem bundesweit bekannten Dokumentardramas Unvergessen (Gewinnerfilm des Tassilokulturpreises der Süddeutschen Zeitung 2018/19) über die Verstorbenen des Amoklaufs am Olympiaeinkaufszentrum 2016, arbeiteten die Jungfilmer bis 2019 an einem Filmprojekt über depressive Episoden bei Jugendlichen. 2021 gewinnt das Team den Kulturförderpreis des Landkreises München.

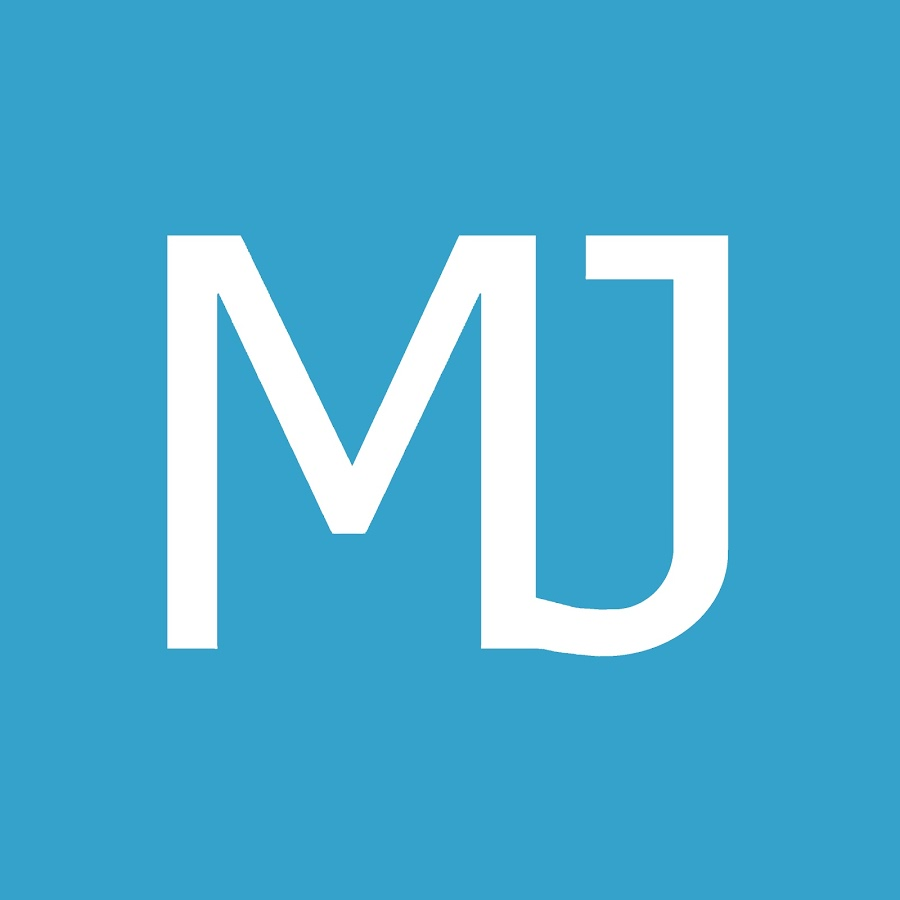
Das offizielle Logo von MovieJam Studios im Jahr 2018.

## Mediale Rezeption
Über das Filmteam wurde bundesweit berichtet. Die Süddeutsche Zeitung spricht von den „jüngsten erfolgreichsten Filmproduzenten Deutschlands“, die Frankfurter Allgemeine Zeitung von „Jungfilmern mit Herz“. Viele weitere überregionalen Medienvertreter reflektierten die Projekte von MovieJam Studios, kritisierten manche von diesen zunächst stark, wobei festgehalten werden muss, dass überwiegend positive Pressebeiträge erscheinen.

## Produktionen
- Olympia '72 (2015)
- Das (Bildungs)system (2016)
- Unvergessen (2017)
- Grau ist keine Farbe (2019)